# Prix Maya
Le prix Maya, créé en 2019, est la première récompense littéraire animaliste de France. Contrairement au Goncourt des animaux qui récompense un roman ou un essai qui met à l'honneur les animaux, le prix Maya a, quant à lui, pour but de mettre en valeur les ouvrages de fiction faisant avancer la cause animale. Deux catégories existent depuis sa première édition en 2019, une pour les romans et l'autre pour les bandes dessinées. En 2020 une catégorie littérature jeunesse est ajoutée. En 2022 uniquement, en partenariat avec le lycée Jacques de Vaucanson à Tours, un Maya du lycéen est créé.

## Historique
Le prix Maya a été créé dans le cadre d'une association, Educ Pop Animaliste, par une équipe de sept Tourangeaux, militants dans les groupes locaux d'associations de l'Association végétarienne de France, L214, et du Mouvement Utopia, lesquelles soutiennent financièrement la récompense. La première remise de prix est organisée le 22 juin 2019 à Tours salle Petrucciani. La récompense est nommée « Maya », en hommage à l'éléphante exploitée pendant quatre décennies dans l'univers des cirques et sauvée de la mort en 2018 par la mobilisation citoyenne et d'associations telle que One Voice,. Depuis 2021, l'association Code animal a rejoint les soutiens financiers.

## Le jury
Les membres du jury du prix littéraire animaliste Maya ont été choisis pour leur fort engagement dans le domaine de la cause animale. Le jury 2019, composé de Isabelle Attard, Laurent Baheux, Yolaine de la Bigne, Audrey Jougla et Muriel Arnal, se réunit pour la première fois à Tours, le 22 juin 2019. En 2020, Laurent Baheux se retire du jury pour raisons professionnelles. À l'occasion de l'édition 2021, Isabelle Attard et Muriel Arnal laissent leur place à Camille Silvert de l'association L214, Sophie Choquet de l'association AVF et Sophie Wyseur de l'association Code Animal. En 2023, le nouveau jury est composé de Yolaine de la Bigne, journaliste; Sophie Wyseur, vice-présidente de l'association Code Animal; Camille Silvert, rédactrice de l'association L214; Elodie Vieille Blanchard, présidente de l'association végétarienne de France; Pierre Lucot, responsable du pôle nature du Mouvement Utopia,. En 2024, l'artiste et ancienne lauréate du Prix Maya Jeunesse, Isy Ochoa rejoint le jury en remplacement de la journaliste Yolaine de la Bigne. En 2025, l'enseignante-chercheuse Emilie Dardenne remplace l'artiste Isy Ochoa.

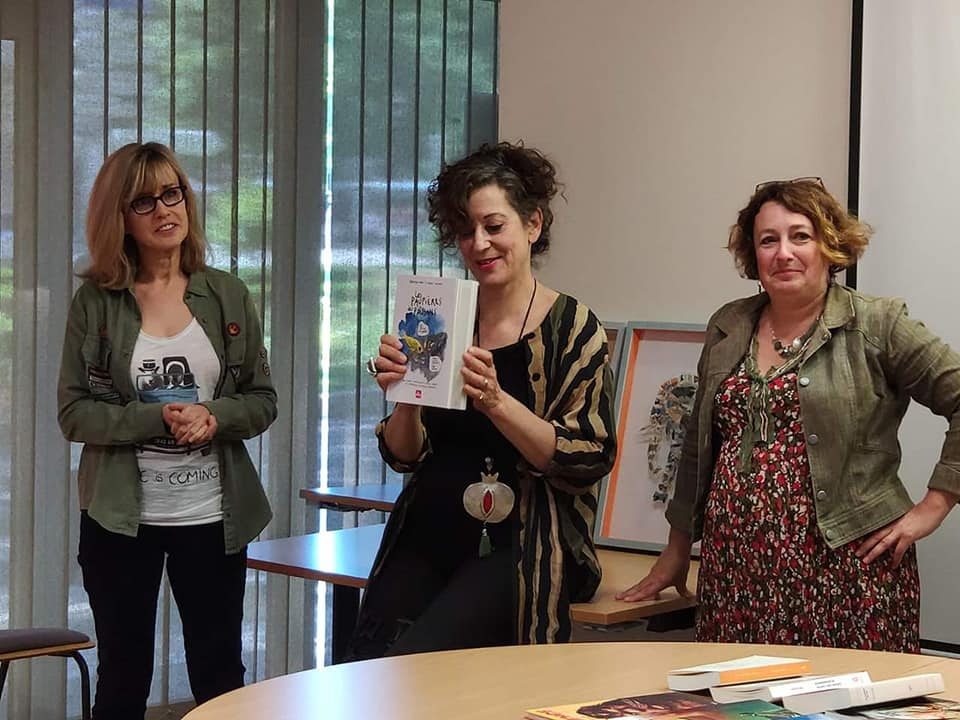
Présentation de la sélection 2019 par Muriel Arnal, Isabelle Attard, Yolaine de la Bigne.

## La récompense Maya
Création unique de l'artiste plasticien d'Issoudun, François Riou Morinière, ses œuvres sont travaillées à partir des reliefs de la consommation quotidienne qui sont ainsi sublimés et immortalisés. Le Maya est un tableau représentant un éléphant composé d'une multitude de papillons. Chaque catégorie, Roman et Bande dessinée, possède son pachyderme personnalisé. À l'occasion de la création de la catégorie littérature jeunesse, une nouvelle récompense est créée par l'artiste Jean-Claude Mouré, alias Rémou, connu pour ses sculptures grands formats,.
Depuis 2022, l'artiste Florence Dellerie devient l'artiste marraine du prix et offre des aquarelles aux lauréats.

## Sélections

### 2019

#### Roman
- La Guérilla des animaux, de Camille Brunel, Alma Éditions ;
- La peste soit les mangeurs de viande, de Frédéric Paulin, Manufacture de livres Éditions ;
- Défaite des maîtres et possesseurs, de Vincent Message, Éditions Points ;
- Règne animal, de Jean-Baptiste Del Amo, Éditions Gallimard.

#### Bande dessinée
- Animosity tome 2, de Marguerite Bennett et Rafael de Latorre, Snorgleux Éditions ;
- Enola et les animaux extraordinaires tome 4, de Joris Chamblain et Lucile Thibaudier, Éditions de la Gouttière ;
- Insolente Veggie tome 3, Rosa B. Éditions La Plage ;
- Les Paupières des poissons, de Sébastien Moro et Fanny Vaucher, Éditions La Plage ;
- Sentience tome 3, de Tyef et David Volpi, YIL Éditions.

### 2020

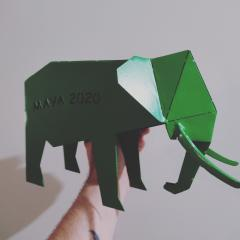
Prix Maya 2020 réalisé par le sculpteur Rémou.

#### Roman
- Cadavre Exquis d’Agustina Bazterrica, Éditions Flammarion ;
- Dieu-Denis ou le divin poulet d’Alexis Legayet, Éditions François Bourin ;
- Le Vert et le rouge d’Armand Noël Chauvel, City Éditions ;
- Titan noir de Florence Aubry, Éditions du Rouergue.

#### Bande dessinée
- L’arche de Néo, de Stéphane Betbeder et Paul Frichet, Éditions Glénat ;
- Amour, Gloire et Vegan, de Clara Cuadrado, Éditions Marabulles ;
- La Tuerie, de Laurent Galandon et Nicolas Otero, Éditions Les Arènes ;
- Insolente Veggie T.4, de Rosa B, Éditions La Plage ;
- On est pas du bétail, de Jean Fred Cambianica et le Cil Vert, Éditions Delcourt.

#### Littérature jeunesse
- Jefferson, de Jean-Claude Mourlevat et Antoine Ronzon, Éditions Gallimard jeunesse.
- Fritz, d’Isy Ochoa, Éditions du Rouergue.
- Le Renard Tokela, de Pog et Marianne Alexandre, Des ronds dans l'O Éditions.
- Je peux te manger  ?, de Coline Pierré et Maëva Tur, Éditions La plage.
- La révolte des animaux moches, de Coline Pierré, Éditions du Rouergue.

### 2021

#### Roman
- 8865, de Dominique Legrand, Hugo New Way Editions
- Deux kilos deux, de Gil Bartholeyns, JC Lattès Editions
- Les métamorphoses, de Camille Brunel, Alma Editeur
- Mama Red, de Bren McClain, Le nouveau pont Editions
- Veggie tendance Vegan, de Charlotte Bousquet, Rageot Editions

#### Bande dessinée
- Un an sur les réseaux  ! Clarence B12, de Pascal Vaucher de la Croix et Chantal Teano en autoédition.
- Comme une bête (ou comment je suis devenu végétarien), de Cédric Taling, Rue de l'échiquier BD
- La déesse requin, de Lison Ferné, Cfc Editions20
- Milagro - Sea Shepherd , de Guillaume Mazurage, Robinson Editions

#### Littérature jeunesse
- Missions dans la brousse, de Tangi Salaun et Christophe Merlin, Actes Sud Junior
- Oust, du balai, de Vincent Dhuicque, en autoédition
- Tigre, de Jan Jutte et Inge Elferink, Les Éditions des Éléphants
- Tous au vert !,  de Didier Levy et Katrin Stangl, Sarbacane Editions
- Végétarien  ?, de Julien Baer et Sébastien Mourrain, Hélium Éditions

### 2022

#### Roman
- Le chant du poulet sous vide de Lucie Rico, P.O.L Éditions.

- Ainsi nous leur faisons la guerre de Joseph Andras, Éditions Actes Sud.

- Viande de Noëlle Michel, LiLys Éditions.

- Voix d’extinction de Sophie Hénaff, Albin Michel Éditions.

- L’amour au temps des éléphants de Ariane Bois, Belfond Éditions.

#### Bande dessinée
- L’incroyable histoire des animaux de Karine Lou Matignon et Jacques-Olivier Martin, Les Arènes Éditions.

- Comment (et pourquoi) je suis devenue végane de Eve Marie Gingras, Éditions Ecosociété.

- Des graines et du boudin de Badger, La Plage Éditions.

- Lettres des animaux à ceux qui les prennent pour des bêtes de Frédéric Brrémaud ,Giovanni Rigano et Allain Bougrain Dubourg. Glénat BD Éditions.

- Extinction, le crépuscule des espèces de Jean-Baptiste De Panafieu et Alexandre Franc. Éditions Dargaud.Sélection 2023

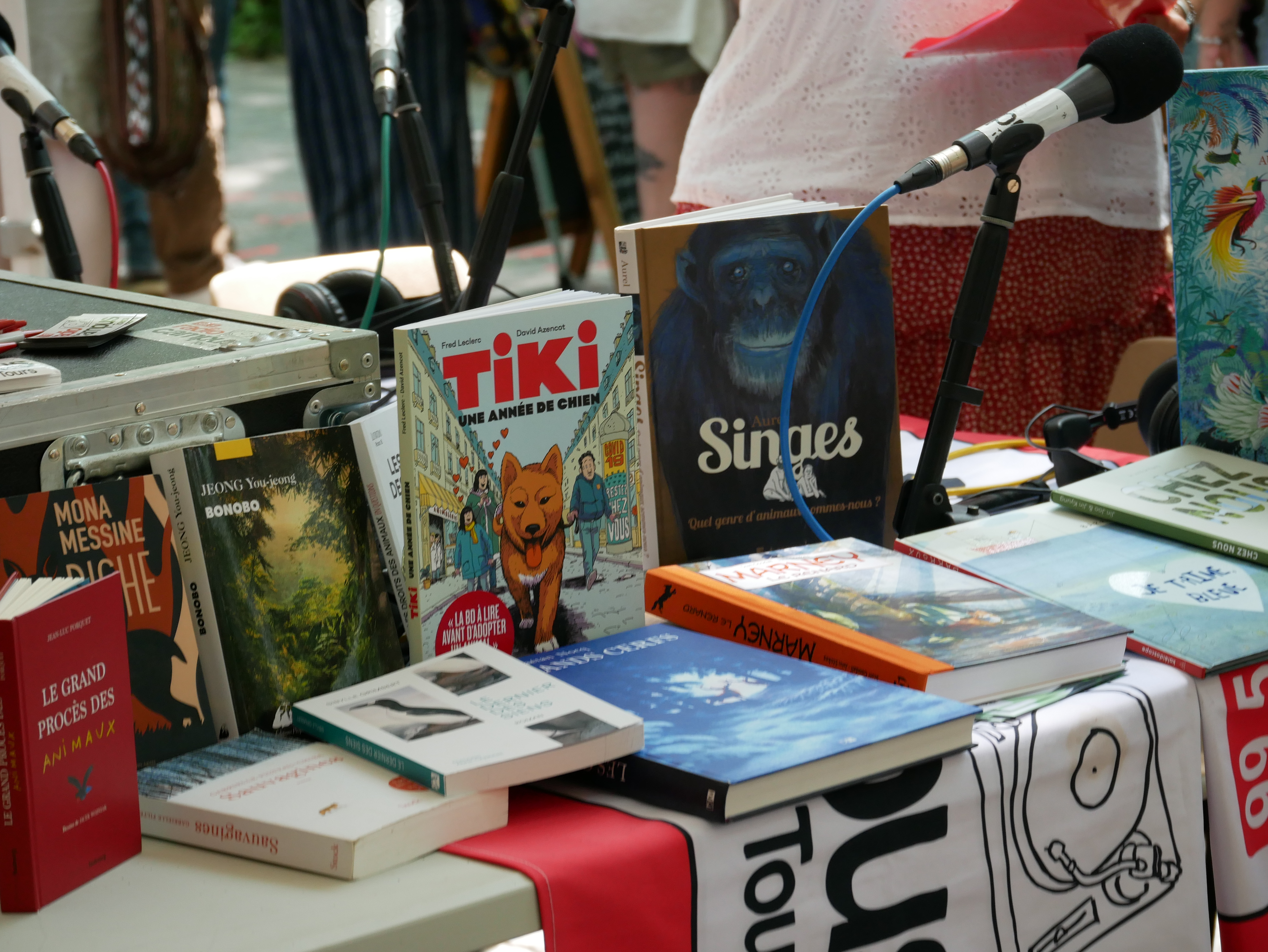
Sélection 2023

#### Littérature Jeunesse
- Kiko et les animaux de Zheng Yawen et Céline Claire, Bayard Jeunesse Éditions.

- Loup d’or de Raphaële Frier et Julien Martinière, Sarbacane Éditions.

- La plus belle crotte du monde de Marie Pavlenko et Garoche Camille, Little Urban Éditions.

- Le poisson qui me souriait de Jimmy Liao et Chun-Liang Yeh, Hongfei Culture Éditions.

- Le loup qui préférait les carottes de Aurélie Valognes et Philippe Jalbert, Michel Lafon Éditions.

### 2023

#### Roman
- Le dernier des siens de Sibylle Grimbert. Éditions Anne Carrière.
- Le grand procès des animaux de Jean-Luc Porquet. Editions du Faubourg.
- Sauvagines de Gabrielle Filteau-Chiba. Éditions Stock.
- Bonobo de Jeong You Jeong. Éditions Philippe Picquier.
- Biche de Mona Messine. Editions Livres Agités.

#### Bande dessinée
- Journal anthropique de la cause animal de Anne Defreville. Editions Futuropolis.
- Les grands cerfs de Gaétan Nocq. Editions Daniel Maghen.
- Marney le renard de J. Stokes et S. Goodall. Editions Komics Initiative.
- Singes de Aurel. Editions Futuropolis.
- Tiki : une année de chien de Fred Leclerc et David Azencot. Editions La Boîte à bulles.

#### Littérature Jeunesse
- Chez nous de Joo Jin. éditions La joie de lire.
- Je t'aime bleue de Barroux. Éditions Kaléidoscope.
- L'île aux oiseaux de Peggy Nille. Éditions Actes Sud
- Maman les petits bateaux de Pauline Kalioujny. Editions Thierry Magnier.

### 2024

#### Roman
- Des chevaux et du vent de Akiko Kawasaki, Éditions Picquier

- L’instruction de Isabelle Sorente, Éditions JC Lattès
- Peine des faunes de Annie Lulu, Éditions Julliard
- Son odeur après la pluie de Cédric Sapin-Defour, Éditions Stock

#### Bande dessinée
- Extrême de Clara Cuadrado, Éditions Exemplaire
- La femme corneille de Camille Royer et Geoffrey le Guilcher, Éditions Futuropolis
- Les sauveurs de F. Morin, L. Hopman, J. Derain et Chhuy-Ing Ia, Éditions Deman
- Mauvaise réputation de Gilles Macagno, Éditions Delachaux et Niestlé
- Sandrine et Flibuste de Sandrine Deloffre, Éditions Dargaud

#### Littérature Jeunesse
- Le gang d’Arlette de Dominique Memmi, Éditions Dadoclem
- Le monde des animaux perdus de Noémie Weber, Éditions Gallimard
- Il était une fois le secret des sirènes de Blue Béatrice, Éditions Little Urban
- Pas bêtes les bêtes ! de Fleur Daugey et Emilie Vanvolsem, Éditions du Ricochet
- Que d’émotions de C. Duranton, A. Liévin-Bazin et Magali Attiogbé, Éditions Milan

### 2025

#### Roman / Récit
- Assise, debout, couchée de Ovidie, édition J.C. Lattès
- Corps de ferme de Agnès de Clerville, Harper Collins Editions.
- Frappabord de Mireille Gagné, La peuplade Editions.
- Parle-moi de T.C Boyle, traduit de l'anglais (États-Unis) par Bernard Turle, Grasset Editions.
- Premières plumes de Charlie Gilmour, traduit de l'anglais (Royaume-Uni) par Anatole Pons-Reumaux, Editions Métailié

#### Bande Dessinée / Manga
- Changer le monde de Natsumi, traduit du Japonais par Julie Stephan, Evalou Editions.
- La truie, le juge et l’avocat de Damien Vidal et Laurent Galandon, Delcourt Editions.
- Mémoires d’un cétacé de Anne Defréville, Delcourt Editions.

- S’il te plaît, dessine moi un cachalot de Pome Bernos et François Sarano, Actes Sud Editions.

#### Littérature Jeunesse
- La peau de l’ours de Lionel Tarchala, Sarbacane Editions
- Le chant de la grue de Mona Leu-leu, Saltimbanque Editions
- Les ours des Oroqen de Blackcrane et Jiu Er, traduit de l’anglais (Chine) par Laurana Serres Giardi, Rue du monde Editions
- Naître animal: les fascinants secrets de famille des animaux de Marie Caudry, Casterman Editions
- Tino, un merle au jardin de Nicolas Jolivot, HongFei Editions

## Les lauréats

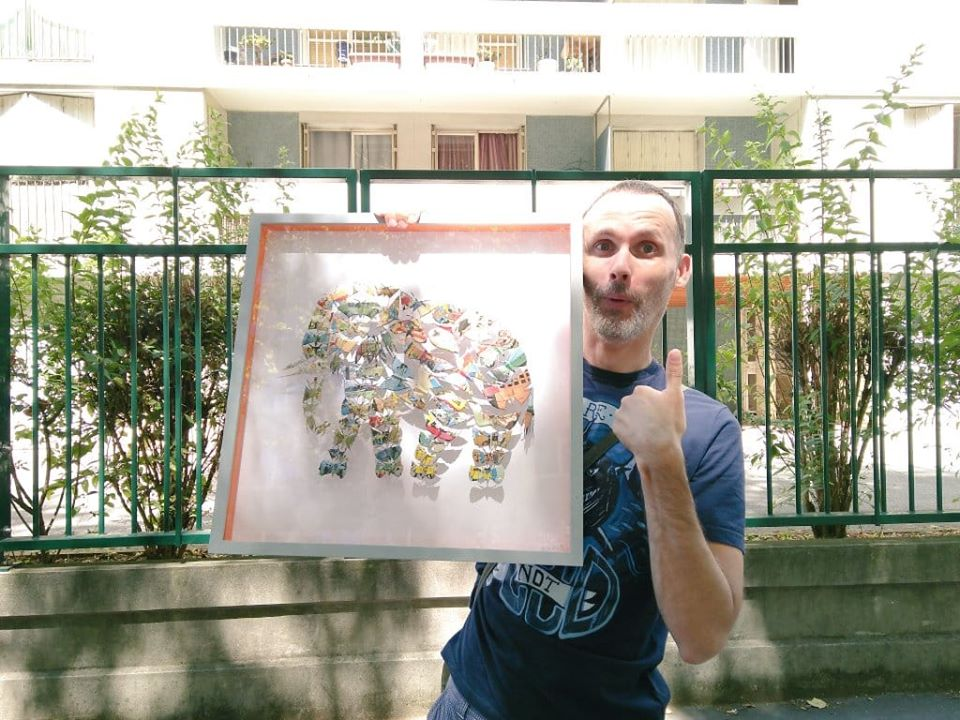
Les paupières des poissons, prix Maya de la meilleure BD animaliste 2019.

### 2019
- Les Paupières des poissons , de Sébastien Moro et Fanny Vaucher dans la catégorie bande dessinée ;
- Défaite des maîtres et possesseurs, de Vincent Message dans la catégorie roman[15].

### 2020
- Titan Noir, de Florence Aubry, Éditions du Rouergue pour la catégorie roman ;
- Insolente Veggie T.4, de Rosa B, Éditions La Plage pour la catégorie bande dessinée ;
- Fritz, de Isy Ochoa et La révolte des animaux moches, de Coline Pierré aux Éditions du Rouergue, ouvrages ex æquo dans la catégorie littérature jeunesse[3],[16].

### 2021
- Mamma Red, de Bren McClain, Editions Le nouveau pont pour la catégorie roman ;
- Milagro - Sea Shepherd, de Guillaume Mazurage, Robinson Editions, pour la catégorie bande dessinée ;
- Oust, du balai !, de Vincent Dhuicque, autoédition, dans la catégorie littérature jeunesse[17].

### 2022

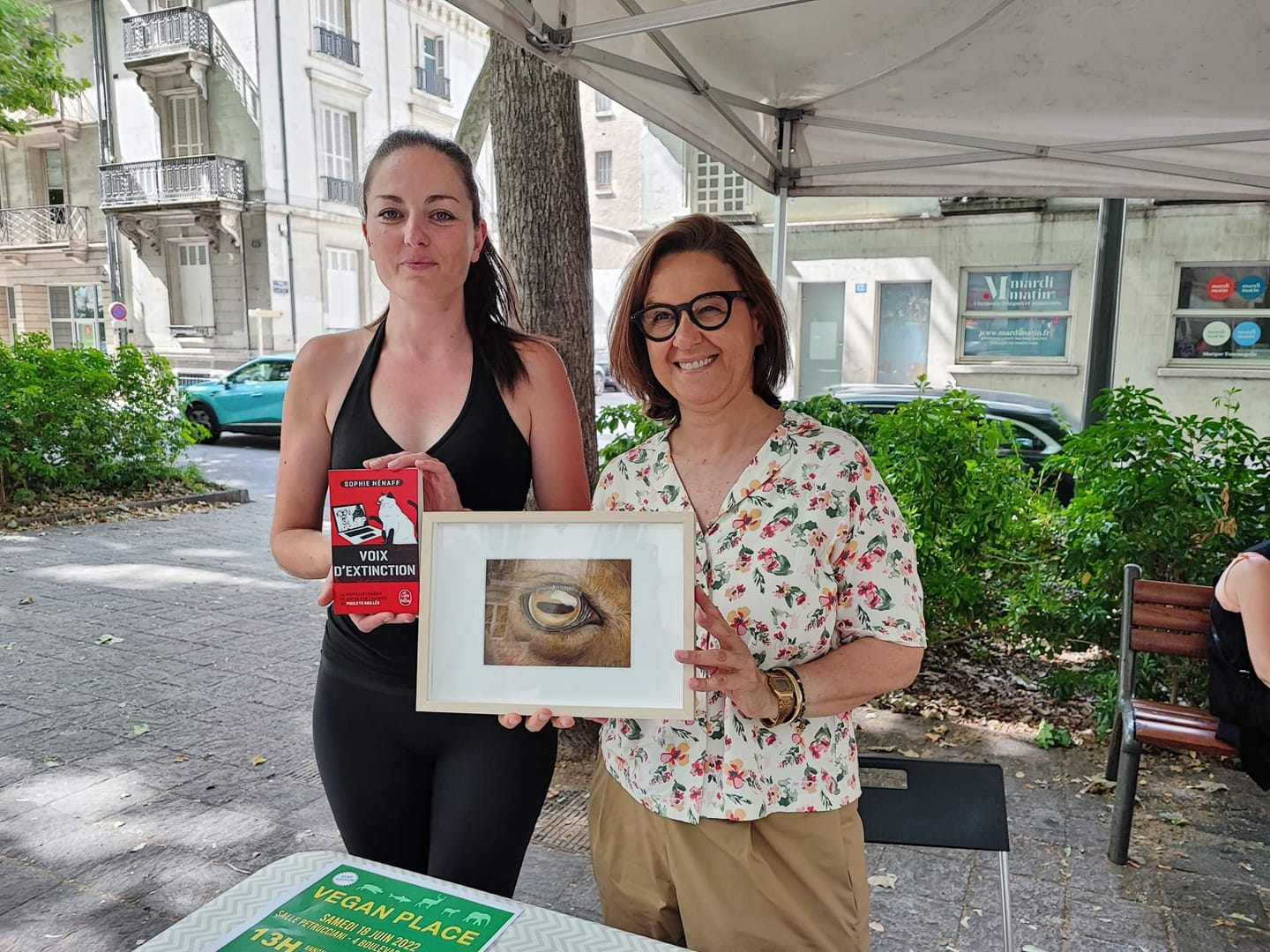
Florence Dellerie offre son œuvre Œil de chèvre à la lauréate du prix Maya 2022 catégorie roman, Sophie Hénaff.

- Voix d'extinction, de Sophie Hénaff, Éditions Albin Michel pour la catégorie roman ;
- Des graines et du boudin, de Badger, Éditions La Plage pour la catégorie bande dessinée ;
- La plus belle crotte du monde, de Marie Pavlenko et Camille Garoche, Éditions Little Urban, pour la catégorie jeunesse ;

Pour la première année en 2022, le Maya des lycéens :
- Comment (et pourquoi) je suis devenue végane, de Eve Marie Gingras, éditions Ecosociété.

### 2023
- Le dernier des siens de Sibylle Grimbert. Editions Anne Carrière dans la catégorie roman.
- Singes de Aurel. Editions Futuropolis dans la catégorie bande dessinée.
- Je t'aime bleue de Barroux. Éditions Kaléidoscope dans la catégorie jeunesse.

### 2024
- L'instruction de Isabelle Sorente, Editions JC Lattès dans la catégorie roman.
- La femme corneille de Camille Royer et Geoffrey Le Guilcher, éditions Futuropolis dans la catégorie bédé.
- Le gang d'Arlette de Dominique Memmi et Anna Griot, éditions Dadoclem dans la catégorie jeunesse.

### 2025
- Premières plumes de Charlie Gilmour, traduit par Anatole Pons-Reumaux, aux éditions Métaillé dans la catégorie roman.
- S'il te plaît, dessine moi un cachalot de Pome Bernos et François Sarano, aux éditions Actes Sud dans bande dessinée.
- Tino un merle au jardin de Nicolas Jolivot, aux éditions HongFei dans la catégorie jeunesse.